# 中西陽介
中西 陽介（なかにし ようすけ、1972年7月26日 - ）は、日本の俳優。埼玉県出身。劇団昴所属。第58回芸術祭新人賞受賞。

## 出演

### テレビドラマ
- 月曜ゴールデン『税務調査官・窓際太郎の事件簿29』TBS - 上原道男役

### 吹き替え
- アート・オブ・デビル
- アンダーワールド: エボリューション
- ER緊急救命室
  - シーズンXIII #23（ダグ・ベラミー〈ジェイ・ジャブロンスキー〉）
  - シーズンXV #19（ランドール・オカーマン〈ジョン・ローランド〉）
- エミリー・ローズ
- コネクテッド
- サハラ 死の砂漠を脱出せよ
- ジャングル・シャッフル（アーテックス）
- ホステージ（ケヴィン・ケリー）
- ミスティック・アイズ（ニック）
- 名探偵モンク
- リコシェ

### CM
- 第一生命
- 大日本住友製薬

### 舞台
- エデンの東
- 機械じかけのピアノのための未完成の戯曲
- サウンドオブサイレンス
- だらぶち
- 夏の夜の夢
- 屋根の上のヴァイオリン弾き
- アルジャーノンに花束を
- 長男
- ナイチンゲールではなく
- ポーランドの人形遣い